# Ryo Kobayashi
Ryo Kobayashi (født 12. september 1982) er en japansk tidligere professionel fodboldspiller.
Han har spillet for flere forskellige klubber i sin karriere, herunder Kashiwa Reysol og Montedio Yamagata.